# Zygographa
Zygographa é um gênero de mariposa pertencente à família Acrolepiidae.